# هریل‌آباد
هریل‌آباد ، روستایی از توابع بخش بیستون شهرستان هرسین در استان کرمانشاه ایران است.

## جمعیت
این روستا در دهستان چمجمال قرار دارد و براساس سرشماری مرکز آمار ایران در سال ۱۳۸۵، جمعیت آن ۳۴۱ نفر (۸۰خانوار) بوده‌است.